# دبیر (عنوان)
دبیر نام عنوان یکی از چهار طبقهٔ اجتماعی دوره ساسانیان بوده است. دبیران در کنار مؤبدان، جنگاوران و پیشه‌وران نقش مهمی در پیشبرد سیاست این دوره ایفا می‌کرده‌اند. دبیران خود به دسته‌های چندگانه‌ای تقسیم می‌شدند.

## ریشه‌شناسی واژه
واژهٔ دبیر در زبان فارسی میانه به صورت  (نویسه‌گردانی: dibīr) به کار می‌رفته و این واژه در زبان فارسی باستان احتمالاً *dipīra (دِپیره) بوده که خود از ایلامی هخامنشی tup-pi-ra گرفته شده بود. در فارسی باستان، واژۀ dipī، به معنی «کتیبه» استفاده می‌شده است که داریوش اول هخامنشی در کتیبۀ بیستون، و خشیارشا در کتیبۀ وان آن را به کار برده‌اند.
در لغت‌نامه دهخدا بعد از شاهد مثال آوردن چند ریشه‌شناسی عامیانه در فرهنگهای قدیمی ایرانی چنین نوشته شده است: «از روزی که خط میخی از سرزمین بابل به ایران رسید این واژه نیز همان زمان در زبان ما درآمد چه به لغت دبیر و دبیریه که معنی خط دارد حدود شش سده پیش از میلاد مسیح در فرس هخامنشی برمی‌خوریم و در سنگنبشته های هخامنشیان چندین بار به هیأت «دیپی» دیده میشود. این واژه با همهٔ قدمتی که دارد یادگاری از قوم سومر است و از بن و اصل «دوب» که در آن زبان به معنی لوحه و خط است گرفته شده و سپس از سومر به اکد رسیده است و از این زبانها به آرامی نیز درآمده و سپس وارد زبان عربی شده و صورت «دف» گرفته است چه «دف» علاوه از معنی معمول معنی لوحه نیز دارد. در کارنامهٔ اردشیر بابکان «دیپیبر» مخفف «دیپیور» صورت پهلوی کلمه است چنانکه در نقش نگینی که از زمان ساسانیان بجامانده است دپیور آمده است و در زبان ارمنی «دپیر» نیز از پهلوی به عاریت گرفته شده است و از همان بن اصلی است لغات دبیر و دبستان و دبیرستان و دیبا یا دیباه یا دییه و دیباج و دیباجه (نه دیباچه) و دیوان» 
دکتر معین در مدخل واژه دبیر در کتاب برهان قاطع، چنین نوشته است: «دبیر ـ بر وزن وزیر، منشی و نویسنده را گویند.» وی همچنین در پانویس این مدخل آورده است: «قس: پارسی باستان (کلمه مستعار)- dipi (خط): پراکریت - dipi، lipi (کتیبه‌های آشوکا)؛ پهلوی d(i)pivar, d(i)pir, d(i)pirih و d(i)bir (در کتیبه‌ها) ارمنی dpir. M 

## پیشینه حرفه
انتصاب و به‌کارگیری این لقب در منابع تاریخی اسلامی به جمشید، پادشاه اساطیری و چهارمین شاه پیشدادی، اردشیر، بنیان‌گذار دودمان ساسانی و همچنین تهمورث، دیگر پادشاه پیشدادی نسبت داده شده است. 
منصب دبیری در دربار ساسانیان از نهادهای اداری پارتیان گرفته شده است. واژه دبیر و صورت هُزوارش آن 'SPR چندین بار در اسناد پارتی ذکر شده و حتی نام چند دبیر نیز در آنها آمده است. قدیمی‌ترین سندی که در آن از نام دبیر سخن رفته است، مربوط به اسناد نسا است که قدمت آن به سده یک پیش از میلاد برمی‌گردد. 
در دوره ساسانیان شغل دبیری در خاندان‌ها موروثی بود و پادشاهان، دبیران خود و مخصوصاً دبیران بزرگ را از میان کسانی برمی‌گزیدند که پدربرپدر دبیر بودند.  رئیس دبیران را «دبیران‌مهشت» یا «ایران دبیربد» می‌نامیدند. دبیران مسئول امر منشی‌گری و تحریر و تهیه اسناد بودند. افراد زیادی در این پیشه فعالیت می‌کردند. دبیربد از ملازمان شاهنشاه بود و گاهی نیز به عنوان سفیر گمارده می‌شد.

## تنوع و وظایف دبیران
ویژگی دیوان‌سالارانه دستگاه حکومتی ساسانی، اهمیت و کارکرد دبیران و کاتبان را بسیار پررنگ می‌کرد. به‌طور کلی دبیران ساسانی یا در دستگاه اداری حکومتی مشغول بودند و یا دبیران شاهی که وظیفه نگارش کتیبه‌ها و فرمان‌ها و ترجمه آنها به یونانی، عربی و سانسکریت را به عهده داشتند.
دبیران سیاست‌مداران حقیق به شمار می‌رفتند. آنها استاد را ترتیب می‌دادند و مکاتبات دولت را در دست می‌گرفتند. فرمان‌های سلطنتی را می‌نوشتند و ثبت می‌کردند و جزء جمع هزینه‌ها را مرتب می‌نمودند و محاسبات دولت را اداره می‌کردند. مکاتبه با دشمنان و معارضان پادشاه نیز از جمله وظایف ایشان بود. 
از دبیران مختلفی که در دستگاه حکومتی ساسانیان خدمت می‌کردند می‌توان به موارد ذیل اشاره کرد: 
- سپاه‌دبیر و گُنددبیر در خدمت ارتش ساسانی
- آمارْدبیر (حسابدار)
- کَدَگ آماردبیر (حسابدار دربار)
- گنج آماردبیر (حسابدار خزانه)
- اَخوار آماردبیر (حسابدار اصطبل سلطنتی)
- آتخشان آماردبیر (حسابدار آتشکده)
- روُوانگان دبیر (حسابدار خیریه‌ها)
- شهردبیر (حسابدار ایالتی)
- دادْدبیر (حسابدار حقوقی)